# Felipe Pigna
Felipe Isidro Pigna (Mercedes, Buenos Aires, 29 de maio de 1959) é um historiador e escritor argentino especializado em história da Argentina. Realiza trabalhos em vários formatos, e é considerado pelo programa Ver para leer como o historiador com mais difusão na Argentina depois de Félix Luna.
•	

## Biografia
Felipe Pigna é professor de pós-graduação  na área de história do Instituto Superior "Dr. Joaquín V. González". Foi diretor do projeto Ver la Historia da Universidade de Buenos Aires, composto por treze capítulos. Atuou como diretor do Centro de Divulgação da História da Argentina na Universidade Nacional de General San Martín. Também atua como colunista em rádios e jornais.
É o apresentador do programa Historias de nuestra historia transmitido pela Rádio Nacional. Foi apresentador do programa Lo pasado pensado, na rádio Rock & Pop; um nome partilhado com um programa televisivo de documentários históricos que foi ao ar pelo Canal 7. Também pelo Canal 7 apresentou o El espejo retrovisor, um programa de entrevistas e reportagens sobre a história da Argentina. Co-escreveu com a equipe de Alejandro Turner do ciclo Algo habrán hecho por la historia argentina, que apresentou em suas duas primeiras temporadas com Mario Pergolini e, juntamente com Juan di Natale, na terceira. Tal programa foi transmitido pelo Canal 13 e Telefe, e ganhou o prêmio Martín Fierro 2006 e 2007 como o melhor programa cultural e o Prêmio Clarín de melhor programa de notícias de 2006. Editou em 2009 para o Editorial Planeta a coleção de efemérides argentinas Historias de nuestra historia em DVD, sobre a história dos vários feriados nacionais do calendário escolar.
Publicou El mundo contemporáneo (1999), La Argentina contemporánea (2000), Pasado en presente (2001), Historia confidencial (2003), Los mitos de la historia argentina (2004), que liderou durante mais de dois anos a lista dos livros mais vendidos na Argentina, Los mitos de la historia argentina 2 (2005), Lo pasado pensado (2006), Los mitos de la historia argentina 3 (2006), Evita (2007) e Los mitos de la historia argentina 4 (2008), entre outros. Escreveu, além disso, uma série de histórias em quadrinhos sobre temas históricos argentinos como meio de difundir a história para crianças e adolescentes, incluindo temas como a Invasões Britânicas, a Revolução de Maio e as biografias de Domingo Faustino Sarmiento, Martín Miguel de Güemes, José de San Martín, Manuel Belgrano e Hipólito Bouchard. É também diretor da coleção Biblioteca Emecé Bicentenario, que resgata escritos históricos de personagens como Manuel Belgrano ou Mariano Moreno, entre outros.
É diretor da revista Caras y Caretas, e consultor para a América Latina do The History Channel; para este mesmo canal fez e série animada "Unidos por la historia", em 2010.

## Estilo
Felipe Pigna descreve seu estilo como um historiador cujo objetivo é a divulgação e desmistificação. Considera que como um historiador deve trazer algo para o debate histórico, e para ser usado na mídia disponível para transmitir o conhecimento da história.

## Publicações
- O mundo contemporâneo ( 1999 , ISBN 950-534-616-6 )
- Argentina Contemporânea ( 2000 , ISBN 950-534-651-4 )
- Passado para o presente ( 2001 )
- História Confidencial ( 2003 , ISBN 950-49-0991-4 )
- Os mitos da história da Argentina ( 2004 e ISBN 9789875451490 )
- Os mitos da história da Argentina 2 ( 2005 , ISBN 950-49-1342-3 )
- O último pensamento ( 2005 , ISBN 950-49-1432-2 )
- Algo terá feito história pela Argentina ( 2006 )
- Os mitos da história da Argentina em março ( 2006 , ISBN 950-49-1544-2 )
- Evita ( 2007 , ISBN 950-49-1798-4 )
- Os mitos da história da Argentina em abril ( 2008 , ISBN 950-49-1980-3 )
- Os mitos da história da Argentina 1 (Edição definitiva revista e ampliada) ( 2009 , ISBN 950-49-2045-8 )
- 1 810 ( 2010 , ISBN 950-49-2288-9 )
- Libertadores ( 2010 , ISBN 950-49-2420-3 )
- As mulheres tinham de ser ( 2011 , ISBN 978-950-49-2755-6 )
- Evita, pedaços de sua vida ( 2012 , ISBN 978-950-49-2879-9 )[3]

## Prêmios
- Prêmio Martin Fierro 2006 de Melhor Programa Cultural ( deve ter feito algo para a história da Argentina - Canal 13). 3
- Prêmio ÉTER Rádio Atividade para Especialista em 2006, melhor tema ( O que é isso? - FM Rock & Pop).
- Clarín Award 2006 de Melhor Programa Jornalístico ( Alguns têm feito para a história da Argentina - Canal 13).
- Éter para Prêmio de Atividades 2007 para Melhor Tema Especialista Radio ( O que é isso? - Rock & Pop FM).
- Martin Fierro Award 2007 de Melhor Programa Cultural ( deve ter feito algo para a história da Argentina II - Telefe).
- Éter para Prêmio Atividade 2008 para Melhor Tema Especialista Radio ( O que é isso? - FM Rock & Pop).
- Éter para Prêmio de actividades de 2008 para o Programa de melhor Rádio Cultural ( O último pensamento - Rock & Pop FM).
- Clarín Award 2009 para melhor programa de notícias ( deve ter feito algo para a história da Argentina III - Telefe).
- Prêmio Mate.ar 2010 para o melhor lugar na Argentina, na categoria "Arte e Cultura" ( www.elhistoriador.com.ar ).
- Prêmio de Estudos Humanísticos Manuel Alvar , 2010 por Miranda, Belgrano, San Martin, Bolívar, O'Higgins. Vida e obra dos revolucionários que passaram por Espanha . 4
- Martin Fierro Award Cable 2011 para o Programa Melhor Documentário ( história dos Estados Unidos por Felipe Pigna, Pedro Palou - The History Channel ).